# Захаров Марк Анатолійович
Марк Анатолійович Захаров (рос. Марк Анатольевич Захаров; * 13 жовтня 1933, Москва, Російська РФСР — 28 вересня 2019, Москва) — радянський і російський режисер театру й кіно. Народний артист СРСР (1991). Лауреат Державної премії СРСР (1987), Державної премії Росії (1992, 1996). Академік Російської академії мистецтв (2000), художній керівник московського театру «Ленком».

## Життєпис
1955 — закінчив акторський факультет ГІТІСу, навчався у В. М. Раєвського, Р. Р. Кінського, П. В. Леслі.
1955 став актором Пермського драматичного театру. З 1956 року почав займатись режисурою в самодіяльному студентському колективі Пермського університету.
1959 — повернувся з дружиною Н. Лапшиновою до Москви, почав працювати в Московському драматичному театрі, потім у Московському театрі мініатюр (театр «Ермітаж»). Там же грала його дружина, після цього працював в Студентському театрі МДУ.
1965 — став режисером Московського театру сатири, 1973 — головним режисером «Ленкому». У 1970-1980-х роках знімає кіно, екранізує п'єси О. Шварца і Р. Горіна в жанрі фантастичної притчі.
З 1973 р. — художній керівник Московського театру «Ленком».
1989 став народним депутатом СРСР від Спілки театральних діячів СРСР.
Помер 28 вересня 2019 року у віці 85 років.

## Фільмографія
Поставив телефільми:
- «Стоянка поїзда — дві хвилини» (1972)
- «12 стільців» (1976)
- «Звичайне диво» (1978),
- «Той самий Мюнхгаузен» (1979),
- «Будинок, який побудував Свіфт» (1982)
- «Формула кохання» (1984)
- «Убити дракона» (1988)

та ін.
Співавтор сценарію української стрічки «В'язень замку Іф» (1988).

## Громадянська позиція
У березні 2014 роки значився серед тих, хто підписав звернення діячів культури Росії з осудом агресії Росії проти України. Пізніше заперечив факт підпису під «фальшивкою провокаційного характеру» і додав, що з пропозицією підписати лист на підтримку Путіна до нього також ніхто не звертався, проте, за умови такого звернення, обов'язково підписався б під ним.
В серпні 2016 схвально відзначав «бережне ставлення до російської історії як науки», політичний курс Путіна стосовно Криму та безальтернативність російської провладної партії Єдина Росія.

## Нагороди
- Отримав 49 нагород та премій, серед яких ордени «за визначний внесок у розвиток театрального мистецтва, багаторічну творчу діяльність».
- 2009 — премія «Персона року»

## Вшанування пам'яті
- На його честь названо астероїд 5359 Маркзахаров.

## Сім'я
- Дружина — Ніна Лапшинова (1932—2014)
- Донька — народна артистка Росії Олександра Захарова.